# سبدنشین ابردیر
سبدنشین ابردیر (نام علمی: Cisticola aberdare) نام یک گونه از سرده سبدنشین است.